# Розкриття рудного мінералу
Розкриття рудного мінералу (рос. раскрытие рудного минерала, англ. opening degree of a metallic mineral, нім. Aufschluss m des Erzminerals) — узагальнююче поняття, яке характеризує ступінь відкритості рудних зерен в рудному матеріалі. Р.р.м. відображають деякою множиною чисел, головним з яких є кількість відкритих рудних зерен Ррз в суміші. При Ррз = 0, мінерал не розкритий, при Ррз → αи, де αи, — вміст корисного компонента в суміші (або руді), — має місце повне Р.р.м. При подрібненні руди з'являються частинки з вмістом корисного компонента α>αи і α<αи. Такий продукт при розділенні дає багату (αр) і бідну (αн) у порівнянні з вихідним продуктом суміші, хоча повністю відкритих зерен може і не бути.